# 마고메트 라마자노프 (레슬링 선수)
마고메트 옐다로비치 라마자노프(러시아어·불가리아어: Магоме́д Эльда́рович Рамаза́нов, 1993년 5월 22일~)는 러시아 출신 불가리아의 레슬링 선수이다. 러시아 국가대표로 활동하다가 2023년 불가리아로 귀화했으며 2024년 하계 올림픽 자유형 남자 미들급에서 금메달을 획득했다.

## 개인사
동생인 라마잔 라마자노프도 불가리아 레슬링 국가대표 선수로 활동하고 있다.